# Daniel Mendelsohn
Daniel Mendelsohn (Nueva York, 1960) es un historiador, ensayista, crítico, columnista y traductor estadounidense. Ha sido editor de New York Review of Books  y director de la Fundación Robert B. Silvers, una organización dedicada a apoyar a escritores de no ficción.

## Biografía
Daniel Mendelsohn nació en Nueva York y creció en Long Island. Asistió a la Universidad de Virginia de 1978 a 1982, donde fue becado por la Fundación Echols, graduándose con un B.A. summa cum laude en Estudios Clásicos. De 1982 a 1985 residió en la ciudad de Nueva York, trabajando como asistente del empresario de ópera, Joseph A. Scuro. Un año después, empezó los estudios de posgrado en la Universidad de Princeton, recibiendo el título M.A. en 1989 y el doctorado en 1994. Su disertación, publicada posteriormente como monografía académica por Oxford University Press, trató sobre la tragedia de Eurípides.
Mientras era estudiante de posgrado, empezó a escribir reseñas y pequeños ensayos en revistas como The New York Times, The Nation y The Village Voice. Tras completar su doctorado, se trasladó a Nueva York y empezó a escribir a tiempo completo. Desde entonces, sus ensayos de crítica sobre libros, películas, teatro y televisión han aparecido frecuentemente en numerosas publicaciones de importancia, como The New Yorker. Entre 2000 y 2002 fue el crítico de libros semanales de New York Magazine. Sus reseñas también han aparecido en otras revistas como The New York Times Book Review.
Mendelsohn es el autor de varios libros, ensayos y artículos, incluyendo el best-seller Los Hundidos: En busca de seis, entre los seis millones, traducido por Mari Carmen Bellver, Editorial Planeta, 2018. ISBN: 978-84-322-305.4